# 奥米尼亚诺
奥米尼亚诺（義大利語：Omignano），是意大利萨莱诺省的一个市镇。总面积10平方公里，人口1561人，人口密度156.1人/平方公里（2009年）。ISTAT代码为065084。